# San Calixto
San Calixto è un comune della Colombia facente parte del dipartimento di Norte de Santander.
Il comune venne istituito il 14 gennaio 1945.